# Cattura di Cristo (van Dyck Madrid)
La Cattura di Cristo è un dipinto a olio su tela di Antoon van Dyck custodito nel Museo del Prado di Madrid. 
Dell'episodio della cattura di Cristo van Dyck dipinse tre versioni, con poche differenze l'una con l'altra; le altre due sono conservate a Bristol e a Minneapolis. Il momento immortalato dal pittore è quello, narrato nel Vangelo di Giovanni, in cui Giuda sta per dare un bacio a Gesù, proprio mentre un suo complice sta per mettere un cappio al suo collo. La scena è affollata, ambientata nell'orto degli ulivi di notte.